# Hodkovičky

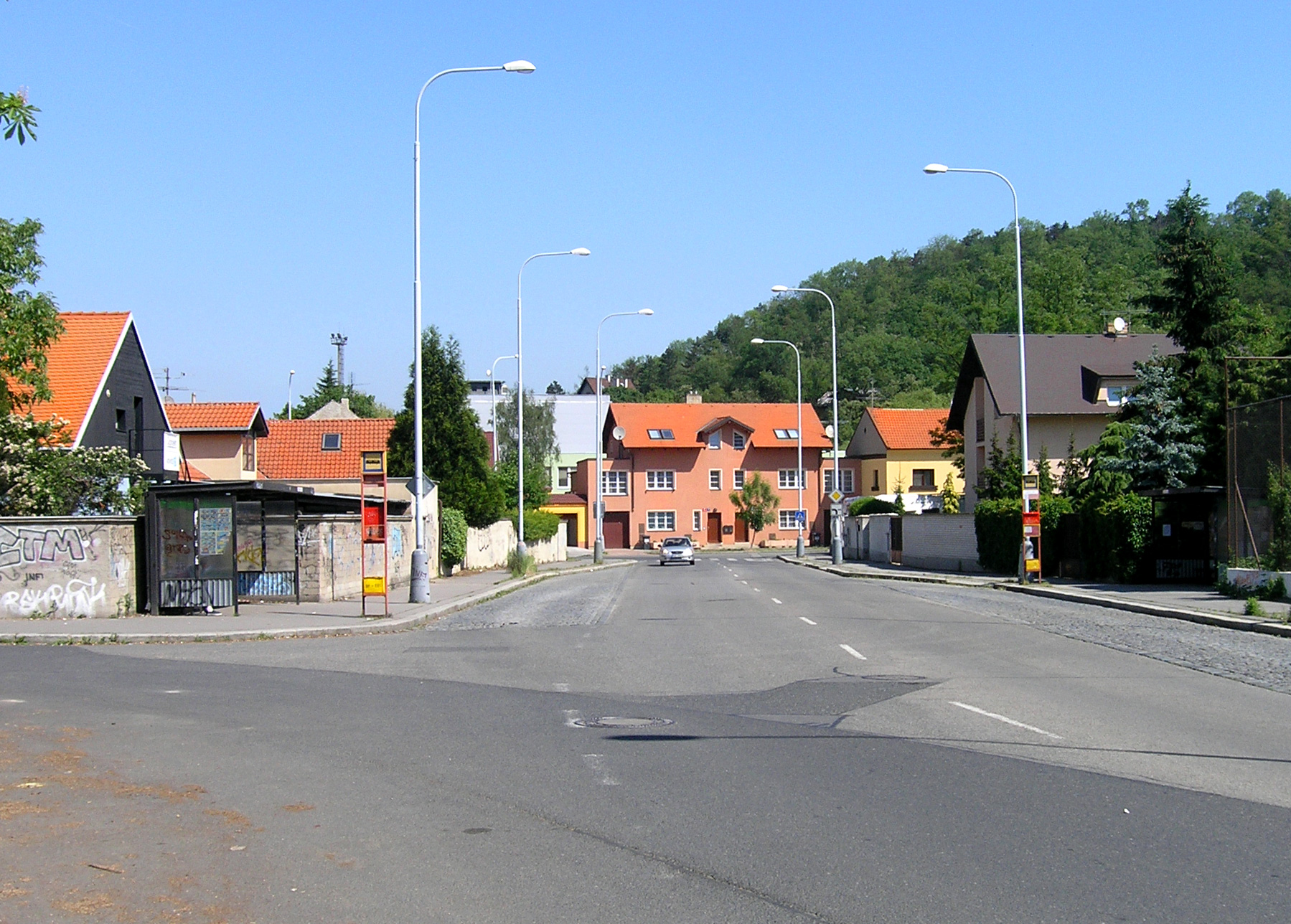
Straat in Hodkovičky

Hodkovičky is een wijk van de Tsjechische hoofdstad Praag. Het is sinds het jaar 1922 onderdeel van de gemeente Praag, en tegenwoordig een gedeelte van het gemeentelijk district Praag 4. Hodkovičky heeft 3.571 inwoners (2006).
Hodkovičky ligt op de rechteroever van de Moldau, tegenover het dorp Malá Chuchle.